# Ted van der Parre
Ted van der Parre (Vlaardingen, 21 september 1955) is een voormalig Sterkste Man van de Wereld (1992) en drievoudig Sterkste Man van Nederland (1991, 1992 en 1994).
Met een lichaamslengte van 2,13 meter was Van der Parre de langste deelnemer ooit aan de wedstrijd Sterkste Man van de Wereld, een record dat nog steeds staat. Zijn vetpercentage was in zijn toptijd (rond 1992) rond de 11%, waardoor hij een laag BMI had voor een 'Sterkste Man'.

## Jeugd
Van der Parre werd geboren in Vlaardingen, maar groeide op in Monster. Zijn uitzonderlijke lengte had voor- en nadelen: hij kon erg goed tomaten plukken en kwam daardoor goed aan de bak in de kassenbouw, maar hij werd afgekeurd voor het leger en moest een carrière als matroos stopzetten omdat hij te lang was voor de voorzieningen op het schip. 
Van der Parre heeft naar eigen zeggen zijn kracht deels aan aanleg te danken. Zijn vader was bijna twee meter lang en stond bekend als een sterke man. Zijn opa van moeders kant was ook een grote sterke man, die meer dan 60 jaar voer op de visserij.

## Sterkste Man, het begin
Hij verdiende de kost als kelner in de lokale horeca, maar hij raakte gefascineerd door krachtsport dankzij de uitzendingen van de Sterkste Man van de Wereld. Hierdoor stapte hij in 1980 als 24-jarige voor het eerst een fitnesscentrum binnen. Naar eigen zeggen waren alle aanwezigen met stomheid geslagen toen hij 120 kilo probleemloos kon bankdrukken. Hij begon deel te nemen aan lokale wedstrijden en werd onder meer gekroond tot Sterkste Man van Zuid-Holland. In 1984 maakte hij zijn debuut op televisie met zijn eerste deelname aan de Sterkste Man van Nederland, maar eindigde niet op het podium. Toen de wedstrijd vijf jaar later, in 1989, opnieuw werd gehouden, eindigde Van der Parre op een tweede plaats.

## Carrière
Hij was drievoudig Sterkste Man van Nederland en won de titel in 1991, 1992 en 1994. Bovendien won Van der Parre in 1992 als enige Nederlander ooit de titel Sterkste Man van de Wereld.
Na zijn titel als Sterkste Man van de Wereld, kon Van der Parre er ruim twee jaar van leven en was hij 'professioneel sterkste man' en verdiende hij de kost met actes de présence als lintjes doorknippen en vrachtwagens trekken. Door zijn televisieoptredens was Van der Parre naar eigen zeggen ook erg populair onder kinderen, die "ontzettend naar hem opkeken".
Van der Parre zette zijn bedrijf in de kassenbouw stop en combineerde zijn carrière als Sterkste Man met een baan als portier voor verschillende gelegenheden in Den Haag, voor 24 jaar. Later werkte hij als beveiligingsagent in een gevangenis, tot dat bedrijf failliet ging.

## Gezondheidsproblemen en privéleven
In 2003 belandde Van der Parre in het ziekenhuis en kreeg hij van zijn arts een totaalverbod (dringend advies) om nog te sporten, op wat cardio na. Van der Parre vond cardio niet leuk en geen echte sport en stopte al na enkele maanden met cardiofitness.
In 2011 was hij aanwezig als gast bij de 25ste jubileumeditie van de Sterkste Man van Nederland. Bijna alle oud-kampioenen waren aanwezig. Van der Parre zei daar in een interview dat hij niet langer aan sport doet. 
Na 2012 kreeg hij verdere problemen met zijn gezondheid doordat het zware werk als tomatenplukker in zijn jeugd en zijn tijd als matroos hun tol hadden geëist op zijn lichaam. Verder is hij naar eigen zeggen ook deels versleten door het harde trainen en doordat hij rugletsel opliep bij een ongeval. Hij liep bij dat ongeluk ook hersenschade op en liet als Sterkste Man ook een boomstam op zijn hoofd vallen. Hierdoor is zijn kortetermijngeheugen aangetast en leeft hij naar eigen zeggen "met briefjes".
Van der Parre heeft vijf kinderen en drie kleinkinderen en woont anno 2021 in Honselersdijk.

## Resultaten Sterkste Man van de Wereld
- 1991 - 4e
- 1992 - 1e
- 1994 - 8e